# Rosa von Praunheim

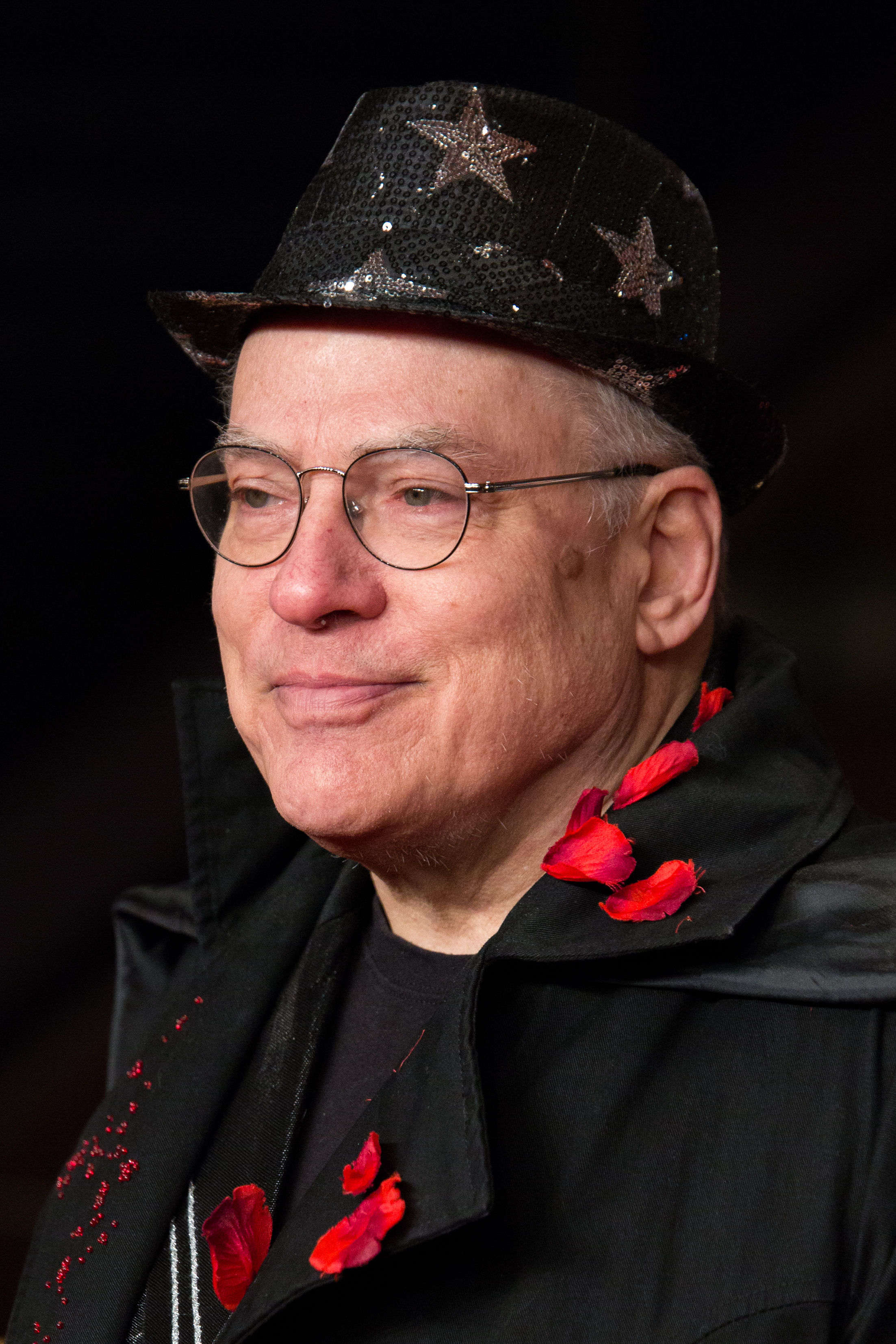
Rosa von Praunheim (2018)

Rosa von Praunheim (bürgerlich Holger Bernhard Bruno Mischwitzky; * 25. November 1942 in Riga als Holger Radtke) ist ein deutscher Film- und Theaterregisseur, Produzent, Autor, Professor für Regie sowie Aktivist, öffentlicher Wegbereiter und Mitbegründer der LGBTQ-Bewegung in Deutschland. Er gilt als einer der wichtigsten Vertreter des Neuen Deutschen Films und wird auch den Autoren- und Avantgardefilmern zugerechnet. In über 50 Jahren drehte er über 150 Kurz- und Langfilme vorrangig mit queeren Sujets. Sein filmischer Output ist enorm, durch sein künstlerisches Schaffen über viele Jahrzehnte hinweg wurde Rosa von Praunheim zu dem Namen, der symbolisch für den deutschen queeren Film steht. Auch international gilt er als bedeutungsvoller und Grundlagen schaffender Pionier des queeren Kinos.
Mit seinem Film Nicht der Homosexuelle ist pervers, sondern die Situation, in der er lebt von 1971 war von Praunheim der öffentliche Wegbereiter und Mitbegründer der politischen Schwulen- und Lesbenbewegung in der Bundesrepublik Deutschland, die sich ab Anfang der 2010er-Jahre zunehmend unter Bezeichnungen wie LGBTQ- und Queer-Bewegung weiterentwickelt hat. Bis in die 1990er-Jahre hinein galt er in der Öffentlichkeit und in den Medien als einer der wichtigsten Köpfe der Schwulen- und Lesbenbewegung. Nach der Streichung des § 175 StGB im Jahr 1994, der ursprünglich sexuelle Handlungen zwischen Männern kriminalisierte, zog sich von Praunheim zunehmend aus der öffentlichen Debatte zurück und konzentrierte sich auf die Filmarbeit. 
Neben Homosexualität und Transidentität sowie verschiedenen marginalisierten Gruppen waren seine Themen unter anderem Camp, „ältere vitale Frauen“ (zum Beispiel Evelyn Künneke, Lotti Huber und Helene Schwarz) und seit Mitte der 1980er-Jahre die AIDS-Prävention.

## Leben und Werk

### Kindheit, Jugend, Studium
Von Praunheim wurde 1942 als Holger Radtke während der deutschen Besatzung im Zentralgefängnis in Riga geboren. Seine leibliche Mutter Edith Charlotte Radtke verhungerte 1946 in einer psychiatrischen Klinik der Wittenauer Heilstätten in Berlin. Nach der Geburt wurde Radtke zur Adoption freigegeben. Hierüber informierte ihn seine Adoptivmutter Gertrud Mischwitzky († 2003) erst im Jahr 2000, als sie 94 Jahre alt war. Kenntnisse vom Tod seiner leiblichen Mutter erhielt er nach längeren Recherchen im Jahr 2006.
Seine Nachforschungen dokumentierte von Praunheim in dem Film Meine Mütter – Spurensuche in Riga (2007). Der Film wurde unter anderem 2008 beim Göteborg International Film Festival gezeigt und im selben Jahr beim Tribeca Film Festival in New York City für den Jury-Award nominiert. Im Jahr 2010 wurde Meine Mütter – Spurensuche in Riga für den Grimme-Preis nominiert und im Jahr 2023 in die Filmsammlung der israelischen Gedenkstätte Yad Vashem in Jerusalem aufgenommen.
Holger Mischwitzky wuchs im brandenburgischen Teltow-Seehof auf. 1953 flüchtete die Familie aus der DDR in den Westen, zunächst nach Wesel, anschließend zog sie nach Frankfurt am Main.
Dort besuchte Mischwitzky die Wöhlerschule, die er vor der Mittleren Reife verließ. Am Theater des Gymnasiums inszenierte er als Schüler zum ersten Mal eine Aufführung: Pyramus et Thisbe aus Ovids Metamorphosen.
Nach der Schullaufbahn war Mischwitzky für ein Jahr Student an der Hochschule für Gestaltung in Offenbach am Main. Im Anschluss nahm ihn die Universität der Künste in West-Berlin in der Abteilung Freie Malerei auf, die er vor dem Abschluss verließ. Mischwitzky arbeitete danach als freischaffender Künstler in Berlin. Mitte der 1960er nahm er den Künstlernamen „Rosa von Praunheim“ an, der eine Reminiszenz an den Rosa Winkel darstellt, den homosexuelle Männer in der Zeit des Nationalsozialismus in Konzentrationslagern tragen mussten, sowie an den Frankfurter Stadtteil Praunheim, wo er als Jugendlicher aufgewachsen war.
Die Schauspielerin Luzi Kryn war von Praunheims Tante 2. Grades.

### Erste Filme und Erfolge
Gegen Ende der 1960er-Jahre debütierte von Praunheim mit Experimental- und Kurzfilmen, mit denen er sich schnell einen Namen machte.
Mitte 1969 konnte er mit dem zweiten Teil seines Films Rosa Arbeiter auf goldener Straße einen Achtungserfolg bei den Internationalen Kurzfilmtagen Oberhausen erzielen und nach seinem ersten Fernsehfilm Von Rosa von Praunheim (1968) im HR mit der Ausstrahlung von Rosa Arbeiter auf goldener Straße im ZDF auch viel Beachtung im bundesweiten (bzw. deutschsprachigen) Sendegebiet gewinnen.
Mit seinem langjährigen Künstlerfreund Werner Schroeter drehte von Praunheim 1968 den Kurzfilm Grotesk – Burlesk – Pittoresk mit Magdalena Montezuma in der Hauptrolle. Von Praunheim besetzte Montezuma erneut in seinem Film Macbeth Oper von Rosa von Praunheim (1971), der nach seiner Premiere in dem New Yorker Filmkunstmuseum Anthology Film Archives unter anderem im Programm der documenta 5 (1972) gezeigt wurde. Durch ihre Rollen bei von Praunheim und Schroeter bekannt geworden, arbeitete Montezuma auch mit anderen Regisseuren des Neuen Deutschen Films zusammen und stieg zeitweilig zu einer Kultfigur der politisch linken Kulturszene auf.
Im Jahr 1969 heiratete von Praunheim die Schauspielerin Carla Egerer (alias Carla Aulaulu), die unter anderem in seinem ersten Erfolgsfilm Rosa Arbeiter auf goldener Straße die Hauptrolle gespielt hatte. Der Pop-Art-Künstler und Comic-Zeichner der 68er-Bewegung Alfred von Meysenbug griff das Paar in einigen seiner Werke auf. 1971 ließen sich Egerer und von Praunheim wieder scheiden, die eine reine Zweckehe wegen eines Ehestandsdarlehens geführt hatten.
Ende der 1960er begann von Praunheims Freundschaft mit Elfi Mikesch, die bei vielen seiner Filme als Kamerafrau mitgewirkt hat. Der Film Leidenschaften (1972), der bei der Hamburger Filmschau seine Uraufführung hatte, ist das Ergebnis der ersten Zusammenarbeit zwischen der Kamerafrau und dem Regisseur. Der avantgardistische Reisefilm wurde in 12 verschiedenen Städten rund um den Globus gedreht. Die Dreharbeiten in Hongkong wurden von Journalisten der South China Morning Post begleitet, die neugierig auf den bekannten Nachwuchsregisseur aus Deutschland waren. Vorausgegangen war dem Projekt von Praunheims erstes Buch Männer, Rauschgift und der Tod – Die Leidenschaften der Rosa von Praunheim (1967).
1969 drehte von Praunheim ein experimentelles Kurzfilm-Porträt über Samuel Beckett, mit dem er vor allem in der Nachwuchsfilmbranche erneut Aufmerksamkeit und Beachtung gewinnen konnte.
Von Praunheims Anspruch, Homosexuelle im Sinne einer Emanzipationsbewegung zu politisieren, machte sich nach Rosa Arbeiter auf goldener Straße auch in seinem viel beachteten, für die gesellschaftliche Akzeptanz von Minderheiten plädierenden Film Schwestern der Revolution bemerkbar, für den er im Erscheinungsjahr 1969 seinen ersten Filmpreis beim Internationalen Filmfestival Mannheim erhielt. Die Cargo-Filmzeitschrift schrieb in einer Rückschau, der Film würde eine Gender- und Queerness-Theorie entwickeln, ohne von den damals gerade erst einsetzenden Elaborierungen dieser Konzepte schon viel wissen zu können. Schwestern der Revolution wurde unter anderem 1972 im Museum of Modern Art in New York City aufgeführt und wird bis heute gezeigt. Nennenswerte Aufführungen fanden zum Beispiel 2002 bei der Berlinale, 2005 im Rahmen einer Filmreihe im Museum Moderner Kunst Stiftung Ludwig Wien, die von Harun Farocki kuratiert wurde, und 2011 erneut beim Internationalen Filmfestival Mannheim statt.

### Durchbruch
1971 erregte von Praunheim großes Aufsehen mit seinem Spielfilm Nicht der Homosexuelle ist pervers, sondern die Situation, in der er lebt, der unter anderem die Gründung zahlreicher Homosexuelleninitiativen auslöste. Das Werk gilt als Initialzündung der modernen Schwulen- und Lesbenbewegung in Deutschland sowie in der Schweiz und machte von Praunheim zu ihrer medialen Leitfigur: „Mit dem Film wird Rosa von Praunheim quasi über Nacht zur Ikone der Schwulen- und Lesbenbewegung in Deutschland.“ (Deutsche Welle) Die Geschichtsprofessorin Dagmar Herzog schrieb in einem Artikel für die Bundeszentrale für politische Bildung: „Die Bedeutung dieses Films für die Schwulenbewegung in der Bundesrepublik kann gar nicht hoch genug eingeschätzt werden.“ Der US-amerikanische Filmkritiker Joe Hoeffner ergänzte in einem Artikel über die weltweit wichtigsten Filme des queeren Kinos: „Viele Filme wurden als ‚revolutionär‘ bezeichnet, aber Nicht der Homosexuelle … verdient diese Beschreibung wirklich. Der Breakout-Film des Regisseurs und Aktivisten Rosa von Praunheim (alias Holger Mischwitzky) wurde zum Fundament der deutschen Schwulenrechtsbewegung, und sein Aufruf zur Befreiung hallte durch die Geschichte des queeren Kinos.“ Der Film hatte zudem eine beachtliche internationale Wirkung: „Sein [Rosa von Praunheims] epochales Manifest Nicht der Homosexuelle … gilt seit langem als maßgeblich für die Etablierung der schwulen Befreiungsbewegung in Deutschland und als Katalysator für Befreiungsbewegungen weltweit.“ (Cerise Howard, Filmhistorikerin und Kuratorin des Australischen Filmmuseums) Das Museum of Modern Art in New York City meinte: „Rosa von Praunheims radikale Abhandlung über Schwulenkultur und -politik sorgte Anfang der 1970er Jahre für einen regelrechten Boom des Aktivismus nach der Stonewall-Ära und hat seitdem queere Emanzipation international neu definiert.“
Von Praunheim war selber aktiv an der Gründung von Gruppen und Einrichtungen für Homosexuelle beteiligt, unter anderem stellte er die ersten Räumlichkeiten für das Berliner SchwuZ zur Verfügung.
Der Erfolg und die Durchschlagskraft des Films schoben zudem lesbisch-schwule Themen und Produktionen in der Film- und Fernsehlandschaft an: Nicht der Homosexuelle … sei zweifellos der Urknall des deutschen New Queer Cinema gewesen, so Douglas Messerli, Filmkritiker und Literaturprofessor (World Cinema Review, 2021). In dem Film kommt es auch zum ersten Kuss zwischen zwei Männern, der im deutschen Fernsehen ausgestrahlt wurde.
Mit Nicht der Homosexuelle … war der Regisseur im Jahr 1972 Teilnehmer der documenta 5 in Kassel in der Abteilung Filmschau: Anderes Kino. Im selben Jahr hatte der Film seine US-Premiere im Museum of Modern Art in New York City, in Großbritannien wurde er erstmals (ebenfalls 1972) im National Film Theatre in London gezeigt. Seine Uraufführung feierte Nicht der Homosexuelle … 1971 bei der Berlinale, in den Jahren 1990, 2000 und 2020 wurde der Film wiederholt bei den Internationalen Filmfestspielen von Berlin gezeigt.
Bei der ersten bundesweiten TV-Ausstrahlung des Films 1973 in der ARD klinkte sich der Bayerische Rundfunk aus und sendete als Gegenprogramm den finnischen Motorsportfilm Benzin im Blut. In einem öffentlichen Statement des Bayerischen Rundfunks hieß es zur Begründung, dass Nicht der Homosexuelle … die Grenzen des Erträglichen überschreiten würde, und löste so erneut eine öffentliche Debatte über von Praunheims Film aus.
Durch die stetige Wiederholung des Wortes schwul in dem Film wurde der bis dahin rein negativ verstandene Begriff von Aktivisten und Studenten in eine positive Selbstbezeichnung homosexueller Männer umgemünzt.
Anlässlich seines 50-jährigen Bestehens am 3. Juli 2021 wurde Nicht der Homosexuelle … zusammen mit der TV-Publikumsdiskussion zum Film (von 1973) im WDR wiederholt.
Der Film wurde im Laufe der Jahre an etlichen Universitäten gezeigt, beispielshalber 1978 an der Columbia University in New York City, 2007 an der University of Pittsburgh, 2019 im Rahmen einer Veranstaltung der Universität Heidelberg und 2021 an der University of Pennsylvania.
Von Praunheims zweiter Spielfilm entstand 1971: Die Bettwurst wurde schnell zum Kultfilm. Der renommierte Kritiker und Professor für Theaterwissenschaft Hellmuth Karasek lobte den Film im Spiegel als „Knüller“ und schrieb über die Hauptdarstellerin: „Luzi ist seine [Rosa von Praunheims] Tante […] und ist eine unvergleichliche Mischung aus spießig gesundem Menschenverstand und Vergnügungsgier, aus nüchterner Erdennähe und girrender Nippes-Seligkeit. Luzi ist die verkörperte Aufrichtigkeit falscher Töne, eine Duse in der Sozialwohnung, eine Callas aus Kiel.“ Die Frankfurter Allgemeine Zeitung kommentierte den Erfolg des Films wie folgt: „Auch das nichtkommerzielle Kino hat seine Meister. Der größte in Deutschland ist Rosa von Praunheim. Sein im ZDF uraufgeführter Film Die Bettwurst bestätigte erneut, was seine schon auf vielen Festivals gezeigten Werke Rosa Arbeiter auf goldener Straße und Schwestern der Revolution kennzeichnen: Eine in Deutschland überaus seltene Mischung von künstlerischem Ideenreichtum, sozialkritischem Bewußtsein und Humor.“
Die Machart und der Stil des Films erinnern nicht zufällig an die Camp-Ästhetik, die in Deutschland noch gänzlich unbekannt war. Camp bezeichnet unter anderem die parodistische oder übertriebene Nachahmung meist weiblicher Hollywood-Stars der 1930er- bis 1960er-Jahre, wie Mae West und Bette Davis, die zum Teil durch sehr betonte, aber auch selbstironische Darstellungen und Gesten in Filmen auffielen. Camp ist als ein Ausdruck der Bewunderung dieser Schauspielerinnen zu verstehen und fand sich zur damaligen Zeit in einigen Undergroundfilmen größtenteils schwuler Regisseure aus den USA wieder. Die Kino-Zeit schrieb über Die Bettwurst: „Mit geringen Mitteln produzierte und aus vollem Herzen die Camp-Ästhetik umarmende Anarchokomödie über eine kleinbürgerliche Liebe in Kiel. Was im ersten Augenblick nach schriller Trivialität aussehen mag, entpuppt sich als hellwaches Soziogramm nach dem Vorbild des US-amerikanischen Underground-Kinos.“
1975 brachte von Praunheim eine Fortsetzung mit dem Titel Berliner Bettwurst heraus. Der Film feierte seine Uraufführung im Berliner Astor Kino am Kurfürstendamm in Anwesenheit von Rainer Werner Fassbinder sowie der Avantgarde des Neuen Deutschen Films und wurde unter anderem beim Locarno Film Festival als „Pionierfilm zu LGBTIQ-Themen“ gezeigt.
Auch andere Werke von Rosa von Praunheim avancierten zu Kultfilmen, wie Stadt der verlorenen Seelen (1983) mit Jayne County und Angie Stardust, Can I Be Your Bratwurst, Please? (1999) mit Jeff Stryker oder Unsere Leichen leben noch (1981) mit Lotti Huber, die 1990 durch von Praunheims Film Affengeil, der unter anderem 1991 im Programm des Toronto International Film Festival und des Sydney Film Festival lief, berühmt wurde und viele Filme mit dem Regisseur drehte. Huber schrieb und sang die Musik zu Affengeil, die erfolgreich als Album veröffentlicht wurde.
Nicht nur Huber, sondern auch anderen Künstlern halfen erste Rollen in Filmen von Rosa von Praunheim bei ihren Karrieren, wie Hella von Sinnen in Ein Virus kennt keine Moral (1986), Désirée Nick in Neurosia (1995) und Kai Schumann in Der Einstein des Sex (1999). Marianne Rosenbergs Aufstieg zu einer Ikone der Schwulenbewegung begann bereits 1976 mit einem Fernsehporträt von Rosa von Praunheim über sie; noch vor dem Erfolg des Song-Remakes von Er gehört zu mir (1988). In dem Kurzfilm sprach Rosenberg erstmals über ihre familiäre Herkunft als Sinteza. Tabea Blumenschein wirkte als Tänzerin in dem Portrait mit. Die Band Ideal lieferte 1982 den Soundtrack zu von Praunheims Film Rote Liebe mit Helga Goetze in der Hauptrolle. Ein wichtiger Schritt zu ihrem ersten Plattenvertrag, so erschien der Titelsong des Films auf dem ersten Album der Band. Auch die Band DIN A Testbild war an der musikalischen Gestaltung des Films beteiligt, der unter anderem 1982 beim Internationalen Filmfestival von Melbourne und 1983 im Museum of Modern Art gezeigt wurde. Der Regisseur ergänzte seinen Film um das Buch Rote Liebe: Ein Gespräch mit Helga Goetze. Von Praunheim hatte bereits 1976 Rote Liebe als Theaterstück inszeniert.
Ebenso wurden queere Szenegrößen wie Charlotte von Mahlsdorf (Ich bin meine eigene Frau) und Ovo Maltine (Tunten lügen nicht) durch Praunheim-Filme einem größeren Publikum bekannt. Das gilt auch für historische Personen wie Magnus Hirschfeld (Der Einstein des Sex).

### Öffentliche Wahrnehmung
Nach den Erfolgen seiner Filme Nicht der Homosexuelle ist pervers, sondern die Situation, in der er lebt und Die Bettwurst im Jahr 1971 von der Presse zum Kult- und Underground-Star des deutschen Films ausgerufen, blieb von Praunheim trotz kommerzieller Erfolge dem Kino außerhalb des Mainstream treu.
Sein Film Axel von Auersperg (1974) löste durch die Zensur eines großen Teils des Films eine Mediendebatte aus. Stein des Anstosses war die weibliche Darstellung eines Erzdiakons. Von Seiten der ZDF-Chefs hieß es, man wolle die religiösen Gefühle der Zuschauer nicht verletzen. In Frankreich konnte die unzensierte Version des Films Erfolge feiern. Die Erstaufführung fand in einem der damals angesagten Pariser Filmkunstkinos im Stadtteil Marais statt. Die bekannte französische Kritikerin Colette Godard beschrieb von Praunheim in der Le Monde als „weltgewandten Regisseur“ und beurteilte Axel von Auersperg als eine „köstliche, respektvolle Parodie“ auf die Geschlechterhierarchie in der katholischen Kirche.
Von 1976 bis 1978 war von Praunheim in der öffentlichen Wahrnehmung mit Evelyn Künneke verlobt. Die angebliche Verlobung mit der 21 Jahre älteren Sängerin und Schauspielerin ging durch die deutschen Boulevardmedien; Beziehungen zwischen älteren Frauen zu jüngeren Männern wurden zur damaligen Zeit noch skandalisiert. Allerdings hatte Künneke diese Behauptung in reiner Eigeninitiative aufgestellt, um Aufmerksamkeit in den Medien zu erhalten. Von Praunheim erfuhr erst durch die Presse davon, aber dementierte nicht, um Künneke nicht bloßzustellen. 1976 widmete er ihr einen ganzen Film – Ich bin ein Antistar – Das skandalöse Leben der Evelyn Künneke, der Künneke ein Comeback verschaffte. Die Deutsche Welle resümierte: „Das Porträt der Schauspielerin, die selbst von ihrem schrillen und glamourösen Leben erzählt, war ein voller Erfolg. Es wurde auch in New York, im Museum of Modern Art gezeigt.“
Nach Axel von Auersperg entfachte von Praunheim eine weitere kontrovers geführte Mediendebatte mit seinem Skandalfilm Das Todesmagazin (1979), unter anderem mit James Chance and the Contortions. Nach seiner Premiere beim Locarno Film Festival wurde die TV-Ausstrahlung des Films in Deutschland verboten. Die Sendeplatzverantwortlichen warfen dem Film einen zu radikalen und unbedarften Umgang mit dem Thema Tod vor. Der Journalist Peter Sager erwiderte im Zeitmagazin: „Dennoch ist dieser Film ein ehrlicher Versuch, den Tod als Bestandteil des Lebens zu akzeptieren, ihm positiv zu begegnen, statt ihn zu verdrängen. […] So engagiert sich Rosa von Praunheim für ein humanes, ehrliches Verhältnis zum Tod […].“ In Kinos sowie auf Festivals, wie zum Beispiel beim Edinburgh International Film Festival oder auch an der University of California in Berkeley, wurde der Film gezeigt. Von Praunheims Buch Gibt es Sex nach dem Tode?, das sich auf den Film bezieht, konnte 1981 veröffentlicht werden.
Sein Film Unsere Leichen leben noch (1981) wurde unter anderem 1982 im Museum of Modern Art in New York City und 2021 im Königlichen Filmarchiv Belgiens in Brüssel aufgeführt. Für seinen Film Horror Vacui (1984) wurde er 1985 mit dem Los Angeles Film Critics Association Award ausgezeichnet. 1986 ehrte die erste Ausgabe des Gay Cinema Festival in Toronto von Praunheim mit einer Retrospektive als „Dekan des Berliner Underground“.
Noch vor der Gründung der ersten deutschen AIDS-Hilfe im Jahr 1983 rief der Regisseur eine AIDS-Aktionsgruppe ins Leben. Seit Beginn der HIV-Epidemie war von Praunheim strikter Vertreter von Safer Sex, Aktivist und Mitinitiator der deutschen Act-Up-Bewegung. 1985 organisierte er das erste große AIDS-Benefiz in Deutschland im Berliner Tempodrom und gewann dafür namhafte Künstler wie Herbert Grönemeyer, André Heller, Wolf Biermann, Konstantin Wecker und Katja Ebstein.
Sein Film Ein Virus kennt keine Moral (1986) war der erste deutsche Film über AIDS und einer der ersten Filme über die HIV bedingte Infektionskrankheit weltweit. Die Los Angeles Times schrieb 1990 über die bissige Tragikomödie: „Ein Virus kennt keine Moral, eine wilde, fantasievolle, verstreute Brecht-ähnliche Allegorie, die zum Teil in einer Schwulen-Sauna spielt, wurde zu einem der ersten und provokativsten Angriffe auf die Heuchelei und Ignoranz der Politik und Wirtschaft rund um die AIDS-Krise.“ Fast 40 Jahre nach seiner Entstehung listete die Deutsche AIDS-Hilfe den Film immer noch unter den 10 international bedeutendsten Filmen über HIV/AIDS auf.
Für seinen Film Schweigen = Tod (1990) dokumentierte von Praunheim schwule Künstler in New York City, wie Keith Haring, David Wojnarowicz und Allen Ginsberg, die für AIDS-Aufklärung und die Rechte von Infizierten und Erkrankten kämpften. Die Guardian, eine der wichtigsten britischen Zeitungen, schrieb 1992, Schweigen = Tod und Positiv (ebenfalls von Rosa von Praunheim) seien die besten Filme über AIDS, die es geben würde. Schweigen = Tod erfuhr eine internationale Auswertung und wurde an renommierten Hochschulen gezeigt, zum Beispiel an der Staatlichen Hochschule der Schönen Künste in Paris, am Courtauld Institute of Art der University of London, an der University of Chicago oder auch in entsprechend eingekürzter Form im Rahmen eines Kurzfilm-Symposiums zum Thema AIDS-Aktivismus an der Harvard University in Cambridge. Insbesondere in den USA ging der Film in den akademischen und gesellschaftspolitischen Diskurs über HIV/AIDS ein. Die New York Times, eine der einflussreichsten Zeitungen in den USA, wählte den Film unter die 25 wichtigsten Werke, die sich US-amerikanischer Protestkunst widmen. Der angesehene Kritiker Jerry Tallmer, Mitbegründer des Obie Award, schrieb in der US-amerikanischen Zeitung The Record über den Regisseur: „[…] Rosa (eigentlich Holger) von Praunheim, der brillante, bissige Regisseur von solch bahnbrechenden schwulen Revolutionswerken wie Schweigen = Tod und Ein Virus kennt keine Moral.“
Nach dem internationalen Erfolg seines Films Nicht der Homosexuelle ist pervers, sondern die Situation, in der er lebt konnte von Praunheim auch mit seinen Filmen über HIV/AIDS, unter anderem mit Protagonisten wie Larry Kramer und Diamanda Galás, vor allem in den USA große Beachtung finden. Für die ersten beiden Teile seiner AIDS-Trilogie, bestehend aus den Filmen Schweigen = Tod, Positiv und Feuer unterm Arsch, wurde er 1990 mit dem queeren Filmpreis der Berlinale ausgezeichnet.
Von Praunheims Überleben in New York von 1989 über drei deutsche Migrantinnen in New York zählt bis heute zu den erfolgreichsten deutschen Dokumentarfilmen im Kino. 20 Jahre später drehte er den zweiten Teil New York Memories rund um die damaligen Hauptdarstellerinnen, der 2010 beim Internationalen Filmfestival Warschau in der Kategorie Dokumentarfilm für den Hauptpreis nominiert wurde.
Bereits in den 1970ern begann von Praunheim auch Filme in den USA zu drehen und dokumentierte vor allem Undergroundstars wie Divine, Jack Smith, Jackie Curtis und Taylor Mead, aber auch die Anfänge der US-amerikanischen Lesben- und Schwulenbewegung. In seinem New York-Film Underground & Emigrants (1976) dokumentierte er Künstler wie William S. Burroughs, Charles Ludlam, Fernando Arrabal, Holly Woodlawn, Lil Picard und Greta Keller.
Für seinen Dokumentarfilm Tally Brown, New York über die New Yorker Undergroundkünstlerin Tally Brown erhielt von Praunheim 1979 den Deutschen Filmpreis. Die New Yorker Village Voice, zur Zeit ihres Bestehens eine der bekanntesten US-amerikanischen Kunst- und Kultur-Zeitungen, bezeichnete den Film als „eine der besten New York-Dokumentationen“ und „ein Muss für alle, die sich für Performance und die Kulturgeschichte des New York der 1970er-Jahre interessieren“.
Ebenfalls 1979 erschien sein Dokumentarfilm Armee der Liebenden oder Aufstand der Perversen über die US-amerikanische Homosexuellenbewegung: „Er gilt als einer der grundlegenden Filme für die Reflexion über die Schwulenkultur aus der Perspektive von engagierten Aktivisten.“ (Maison de l’Image)
Während seiner Schaffenszeit in New York City war von Praunheim auch Gast im legendären Chelsea Hotel für Künstler und wurde dort unter anderem von dem Fotografen Scopin für Fotoreihen über das berühmte Hotel porträtiert. Zeitweilig wohnte von Praunheim bei Klaus Nomi in der Lower East Side. Von Praunheim drehte selber im Chelsea Hotel und dokumentierte zum Beispiel den Künstler und Langzeitbewohner des Hotels Ching Ho Cheng, der in den 1970er-Jahren für seine psychedelischen Malereien berühmt wurde. Mitte der 1980er moderierte von Praunheim gelegentlich die Talkshow Pride and Progress beim New Yorker TV-Sender Gay Cable Network mit Gästen wie Craig Russell.
Im Jahr 1987 porträtierte er Dolly Haas, Lotte Goslar und Maria Ley für seinen Film Dolly, Lotte und Maria, der unter anderem 1989 beim San Francisco International Film Festival gezeigt wurde.
Andere Persönlichkeiten, mit denen von Praunheim in den USA drehte, sind zum Beispiel Grete Mosheim, Judith Malina, Marsha P. Johnson, Sylvia Rivera, Harvey Milk, Grace Jones, Andy Warhol sowie die Gebrüder Kuchar, über die er 1977 die Kurzfilmdokumentation Portrait George and Mike Kuchar angefertigt hat. Ursprünglich für Passagen in seinen New York-Dokumentationen angedacht, blieben verschiedene Interviews aus den 1970er- bis 1990er-Jahren mit Stars wie Boy George, Ru Paul und Christopher Isherwood bis heute unveröffentlicht. In den USA arbeitete von Praunheim oft mit dem Kameramann Jeff Preiss zusammen, der darauf aufbauend Karriere in der internationalen Filmkunstszene machte und zum Beispiel Musik-Videos für R.E.M. und Iggy Pop drehte.
Von Praunheims Film Anita – Tänze des Lasters (1987) über die skandalumwitterte Tänzerin Anita Berber mit Lotti Huber in der Hauptrolle wurde unter anderem 1987 beim New York Film Festival und beim Sydney Film Festival gezeigt sowie 1989 mit dem Publikumspreis beim Internationalen Schwul-Lesbischen Filmfestival in Turin ausgezeichnet. Das Cleveland International Film Festival kündigte den Film in seinem Programm von 1987 als „Hit des New York Film Festival“ und „eine Studie über Dekadenz, Wahnsinn und Kitsch“ an.
Mit Studenten der Berliner Hochschule für Schauspielkunst Ernst Busch drehte von Praunheim 1990 seinen Film Ein Mann namens Pis über den Theatermacher Erwin Piscator.
Anfang der 1990er erfand von Praunheim das erste schwule TV-Format in Deutschland; Schrill, schräg und schwul wurde vom Sender FAB ausgestrahlt und später unter dem Namen Andersrum fortgesetzt. Mahide Lein initiierte mit der Unterstützung von Rosa von Praunheim und einigen Mitstreiterinnen Läsbisch-TV, das weltweit erste Fernsehprogramm für lesbische Frauen.
Für seine Filme Ich bin meine eigene Frau (1992) und Neurosia (1995) wurde der Regisseur jeweils mit einem FIPRESCI-Preis geehrt. Beide Filme wurden vor allem von der US-amerikanischen Kritik gelobt.
Von Praunheim drehte 1996 Transsexual Menace, den ersten deutschen Film, der sich ausschließlich bzw. explizit der Transgender-Thematik widmet. Der auch im Ausland beachtete Film, unter anderem mit Leslie Feinberg und Riki Wilchins, hatte seine Uraufführung 1996 beim Frameline Filmfestival in San Francisco und wurde darauf zum Beispiel 1997 beim Outfest in Los Angeles sowie beim Internationalen Lesbisch-Schwulen Filmfestival in Tokio gezeigt. Die britische Zeitung The Independent schrieb 1997 anlässlich der Aufführung des Films beim London Lesbian and Gay Film Festival: „Rosa von Praunheims Transexual Menace verzichtet auf die üblichen Klischees und bringt uns mit einem Porträt der neuen Generation politisch aktiver Transsexueller auf den neuesten Stand […] .“ Die New York Times meinte: „Transexual Menace ist ein Grundstein des Dokumentarfilmschaffens über Transgender.“ Das Museum of Transgender History & Art, das ähnlich einer Wanderausstellung durch die USA reist, würdigte den Film als „bahnbrechend“ und zeigte ihn in verschiedenen Städten.
Die Amerikanische Kinemathek in Hollywood ehrte von Praunheim 1997 mit einer Retrospektive als „unerschrockenen internationalen Pionier des queeren Kinos“. Die New York Folk schrieb: „Der Underground-Filmemacher hat sich zu einem international renommierten Botschafter für die gesellschaftliche Akzeptanz queerer Menschen entwickelt.“ Weltweit gibt es keinen anderen Regisseur, der so viele queere Filme gemacht hat wie er, die oft Themen behandelt und angestoßen haben, bevor sie im medialen und gesellschaftlichen Mainstream ankamen.
Von Praunheims Film Der Einstein des Sex über Magnus Hirschfeld wurde 1999 beim Locarno Film Festival für den Goldenen Leoparden nominiert und unter anderem im selben Jahr beim Internationalen Filmfestival von Thessaloniki sowie 2006 beim Internationalen Filmfestival von Shanghai gezeigt. Auch auf Grund des Films rückte der in Vergessenheit geratene Pionier der Sexualwissenschaft Hirschfeld, dessen Lebenswerk im Dritten Reich von den Nationalsozialisten größtenteils vernichtet wurde, wieder in das öffentliche Bewusstsein.
Für seinen Film Wunderbares Wrodow (1999) wurde von Praunheim im Jahr 2000 mit dem Robert-Geisendörfer-Preis ausgezeichnet. Anlässlich seines 25-jährigen Bestehens wurde der Film 2024 im Rahmen eines Festaktes der Gemeinde Mölln auf Schloss Wrodow aufgeführt, das auf Grund des Films über Mecklenburg hinaus als Veranstaltungsort bekannt wurde.
Im Jahr 2020 erschien von Praunheims Film Für mich gab`s nur noch Fassbinder mit Jeanne Moreau, Hanna Schygulla, Brigitte Mira, Irm Hermann, Michael Ballhaus und anderen Weggefährten Fassbinders. Die Musik zu dem Film komponierte Peer Raben. Für mich gab`s nur noch Fassbinder ist die fünfte Produktion des Regisseurs, die beim Locarno Film Festival gezeigt wurde. Die weltweite Auswertung des Films auf Arthouse-Festivals schloss unter anderem das Jeonju International Film Festival mit ein.
Das Filmfestival Ciclo Rosa (Zyklus Rosa) in Bogotá gab sich seinen Namen zu Ehren von Rosa von Praunheim, es ist das größte und älteste LGBT-Filmfestival Kolumbiens. Die gesellschaftspolitischen Auswirkungen und die akademische Tragfähigkeit des Werks von Rosa von Praunheim seien bei der Namensgebung entscheidend gewesen, so Carmen Millán de Benavides, Direktorin des Instituto Caro y Cuervo in Bogotá, da das Festival stets von emanzipatorischen, politischen und wissenschaftlichen Diskursen begleitet werden solle. Die erste Ausgabe des Festivals im Jahr 2001 startete mit einer Retrospektive des Regisseurs.
In Port-au-Prince wurde 2002 eine Straße, in der sich ein Filminstitut und eine Kinemathek befinden, nach Rosa von Praunheim benannt.
Im selben Jahr machte von Praunheim mit dem Film Tunten lügen nicht die sogenannten „Polit-Tunten“ bekannt, hierbei handelt es sich um eine positiv besetzte Selbstbezeichnung meist queerer Bühnenkünstler, die sich politisch engagieren. Der Film wurde erstmals 2002 bei der Berlinale aufgeführt und darauf zum Beispiel im Rahmen einer Rosa von Praunheim-Retrospektive beim Lesbisch-Schwulen Filmfestival in Dublin sowie beim Taipeh Film Festival, einem der einflussreichsten Filmfestivals im chinesischsprachigen Raum, gezeigt. Der Besuch der Hauptdarsteller beim Festival in Taipeh wurde zum Medienereignis, da in Taiwan offen homosexuelle und HIV-positive Menschen normalerweise geächtet wurden.
Nach Ich bin meine eigene Frau setzte von Praunheim seine Arbeit über Charlotte von Mahlsdorf mit dem Kurzfilm Charlotte in Schweden (2002) fort. Von Praunheims filmisches Selbstporträt Pfui, Rosa! (2002) wurde unter anderem beim Mardi Gras Film Festival in Sydney im Rahmen einer Filmreihe über die bedeutendsten queeren Filmemacher aufgeführt. Dem Berliner Obdachlosentheater Ratten 07 verhalf von Praunheim mit dem Film Kühe vom Nebel geschwängert, der seine Uraufführung 2002 bei den Internationalen Filmfestspielen von Venedig hatte, zu mehr Popularität. Sein Film Dein Herz in meinem Hirn (2005) wurde zum Beispiel 2005 beim Montreal World Film Festival und 2006 beim International Film Festival Rotterdam gezeigt. Das International Film Festival Rotterdam, das größte niederländische Filmfestival, hatte bereits über 10 Filme des Regisseurs im Programm.
Es folgten Filme wie Wer ist Helene Schwarz? (2005), Männer, Helden, schwule Nazis (2005) und Tote Schwule – Lebende Lesben (2008), die bei der Berlinale Premiere feierten. Im Jahr 2009 hatte von Praunheims Dokumentation Rosas Höllenfahrt, unter anderem mit Uta Ranke-Heinemann, Robert Thurman und Gorgoroth, Uraufführung in der Akademie der Künste in Berlin.
Ralf Königs Coming-out wurde durch von Praunheims Buch Sex und Karriere (Rogner & Bernhard, 1976) angestoßen, das sich in diverse Bestsellerlisten einschrieb. Im Jahr 2012 machte von Praunheim den Dokumentarfilm König des Comics über den inzwischen berühmt gewordenen Comic-Künstler. Beim Festival Internacional de Cine de San Sebastián 2012 wurde König des Comics als bester Dokumentarfilm nominiert.
Ebenfalls 2012 erhielt von Praunheim den Grimme-Preis für seinen Dokumentarfilm Die Jungs vom Bahnhof Zoo über männliche Armutsprostitution in Deutschland. Der Film hatte seine Uraufführung 2011 bei den Internationalen Filmfestspielen von Berlin und wurde beispielsweise im selben Jahr beim Festival Internacional de Cine en Guadalajara sowie beim MIX Kopenhagen, dem größten queeren Filmfestival Skandinaviens, gezeigt. Die Jungs vom Bahnhof Zoo wurde bereits über 25 Mal im öffentlich-rechtlichen Fernsehen ausgestrahlt.
Zu von Praunheims siebzigsten Geburtstag im Jahr 2012 strahlte der RBB in Zusammenarbeit mit Arte Rosas Welt – 70 neue Filme von Rosa von Praunheim aus. Noch nie zuvor hatte ein einzelner Dokumentarfilmer so viel Sendezeit am Stück (700 Minuten) im deutschen Fernsehen erhalten. Die Filmreihe besteht größtenteils aus kurzen Porträts, zum Beispiel über Eva Mattes, Werner Schroeter, Rummelsnuff, Sven Marquardt, Ades Zabel, Eva und Adele, aber auch über nicht prominente Personen. Als Hommage an den Regisseur zeigten die Internationalen Hofer Filmtagen Rosas Welt in ganzer Länge. Von Praunheim war insgesamt über 20 Mal mit einem Film bei dem Festival vertreten und wurde 2008 mit dem Filmpreis der Stadt Hof ausgezeichnet. Auch andere Spielstätten wie das Deutsche Filmmuseum und die Viennale führten Rosas Welt in vollem Umfang auf.
In seinem autobiografischen Film Praunheim Memoires (2014) geht der Regisseur auf Suche nach Stationen seiner Jugend im Frankfurter Stadtteil Praunheim. Die Dokumentation eröffnete 2014 das Lichter Filmfest Frankfurt International.
Von Praunheims Missbrauchsdrama Härte über den einst skrupellosen Berliner Zuhälter Andreas Marquardt, der als Kind massive sexuelle Übergriffe erlebte, hatte 2015 bei der Berlinale Uraufführung und eröffnete die Festivalsektion Panorama. Beim Panorama Publikumspreis platzierte sich Härte unter den beliebtesten Filmen. Hanno Koffler wurde 2015 für die schauspielerische Verkörperung Marquardts als bester männlicher Hauptdarsteller für den Deutschen Filmpreis nominiert. Luise Heyer spielte die weibliche Hauptrolle, Marquardts Lebensgefährtin. Härte wurde unter anderem beim Zinebi Filmfestival in Bilbao, bei den Internationalen Filmfestspielen von Helsinki und Vancouver sowie beim Mix Brasil Festival in São Paulo, dem größten queeren Kulturfestival Südamerikas, gezeigt. Der Film fand auch im asiatischen Raum viel Beachtung und wurde zum Beispiel in Kyōto, Tokyo, beim Hong Kong International Film Festival und Chennai International Film Festival aufgeführt.
In von Praunheims Dokumentarfilm Überleben in Neukölln (2017) stehen Neuköllner Künstler wie die Dragqueen Juwelia Soraya im Mittelpunkt der Handlung. Der Film feierte 2017 seine Premiere beim Filmfest München und wurde unter anderem im selben Jahr beim Kunstfestival 48 Stunden Neukölln gezeigt. Überleben in Neukölln wurde 2018 beim Merlinka Filmfestival in Sarajevo, Belgrad und Podgorica für den Jury-Preis nominiert; die dritte Nominierung des Regisseurs für den Jury-Preis.
Von Praunheims Dokumentarfilm Männerfreundschaften hatte seine Uraufführung 2018 beim Lichter Filmfest in Frankfurt am Main, wo er als bester Festivalbeitrag ausgezeichnet wurde, und lief unter anderem 2021 in der Uruguayischen Kinemathek in Montevideo sowie 2023 in der Bolivianischen Kinemathek in La Paz.
Von Praunheims Krimidrama Darkroom – Tödliche Tropfen wurde erstmals 2019 beim größten queeren Filmfestival Spaniens FIRE!! in Barcelona gezeigt und im selben Jahr beim Filmfest Hamburg für den Art Cinema Award nominiert. Der Film eröffnete 2020 den Max Ophüls Preis in Saarbrücken und wurde im selben Jahr unter anderem von der Cineteca Nacional in Mexiko-Stadt aufgeführt. Das tip Magazin wählte Darkroom – Tödliche Tropfen unter die wichtigsten Produktionen des Jahres 2020.
Mit seiner Dokumentation Operndiven, Operntunten (2020) mit Edda Moser, Sophie Koch, Dagmar Manzel und Barrie Kosky machte von Praunheim die Oper als einen traditionellen Treffpunkt schwuler Männer bekannt. In der bislang unveröffentlichten Langfassung des Films kommt zum Beispiel auch Rufus Wainwright zu Wort. Bei Wainwrights Konzert 2019 in der Berliner Passionskirche, das von Rosa von Praunheim gefilmt wurde, widmete der Sänger dem Regisseur einen Song aus seiner queeren Oper Hadrian.
Von Praunheims Dokudrama Rex Gildo – Der letzte Tanz über den Schlagerstar Rex Gildo mit Kilian Berger, Kai Schumann Ben Becker, Vera Tschechowa und Gitte Hænning feierte 2022 seine Uraufführung beim Filmfest München. Der Film wurde unter anderem im selben Jahr in der Tel Aviv Kinemathek gezeigt und beim OUTshine Film Festival in Fort Lauderdale mit einem Publikumspreis ausgezeichnet. Im Zusammenhang mit dem Film wurde in der Boulevardpresse viel über Gildos verheimlichte Homosexualität berichtet. Die Filmkritik war sich im Grundsatz einig: „Ein Film, der ab der ersten Szene Rosa von Praunheims Handschrift trägt – und gerade deshalb so gut funktioniert […].“ (Queer.de) Rex Gildo – Der letzte Tanz sei in der Gesamtschau ein künstlerischer Dokumentarfilm mit gesellschaftlicher Relevanz, so das Netzwerk für Film- und Medienkompetenz.
Von Praunheims Film Dreißig Jahre an der Peitsche, ein Dokudrama über das Leben der Berliner Domina Lady MacLaine, hatte seine Premiere bei den Hofer Filmtagen 2024.
Von Praunheims Doku-Spielfilm Satanische Sau, eine phantasievolle Spiegelung seines eigenen Lebens, feierte im Jahr 2025 seine Premiere bei der Berlinale und wurde mit dem Teddy Award ausgezeichnet: „Sein [Rosa von Praunheims] neuestes Werk, ‚Satanische Sau', schwankt humorvoll zwischen Dokumentarfilm und absurdem Fiebertraum und reflektiert auf selbstironische Weise über Alter, Ruhm und Vergänglichkeit.“ (Kino.de)
Der Regisseur besetzt seine Spielszenen oft und bewusst mit Laiendarstellern, arbeitete aber auch mit Schauspielgrößen wie Otto Sander, Meret Becker, Charly Hübner, Wolfgang Völz, Eddie Constantine und Katy Karrenbauer, die für ihre Rolle in von Praunheims Film Härte mit einem Sonderpreis der Deutschen Filmakademie geehrt wurde.
Etliche seiner Filme wurden von der Deutschen Film- und Medienbewertung ausgezeichnet, beispielsweise Rosa Arbeiter auf goldener Straße, Unsere Leichen leben noch und Anita – Tänze des Lasters mit dem Prädikat besonders wertvoll.
Fast alle Produktionen des Regisseurs und Produzenten wurden (zum Teil vielfach) im öffentlich-rechtlichen Fernsehen ausgestrahlt. Auch ausländische Sender und Streaminganbieter übernahmen Filme von ihm in ihr Programm.

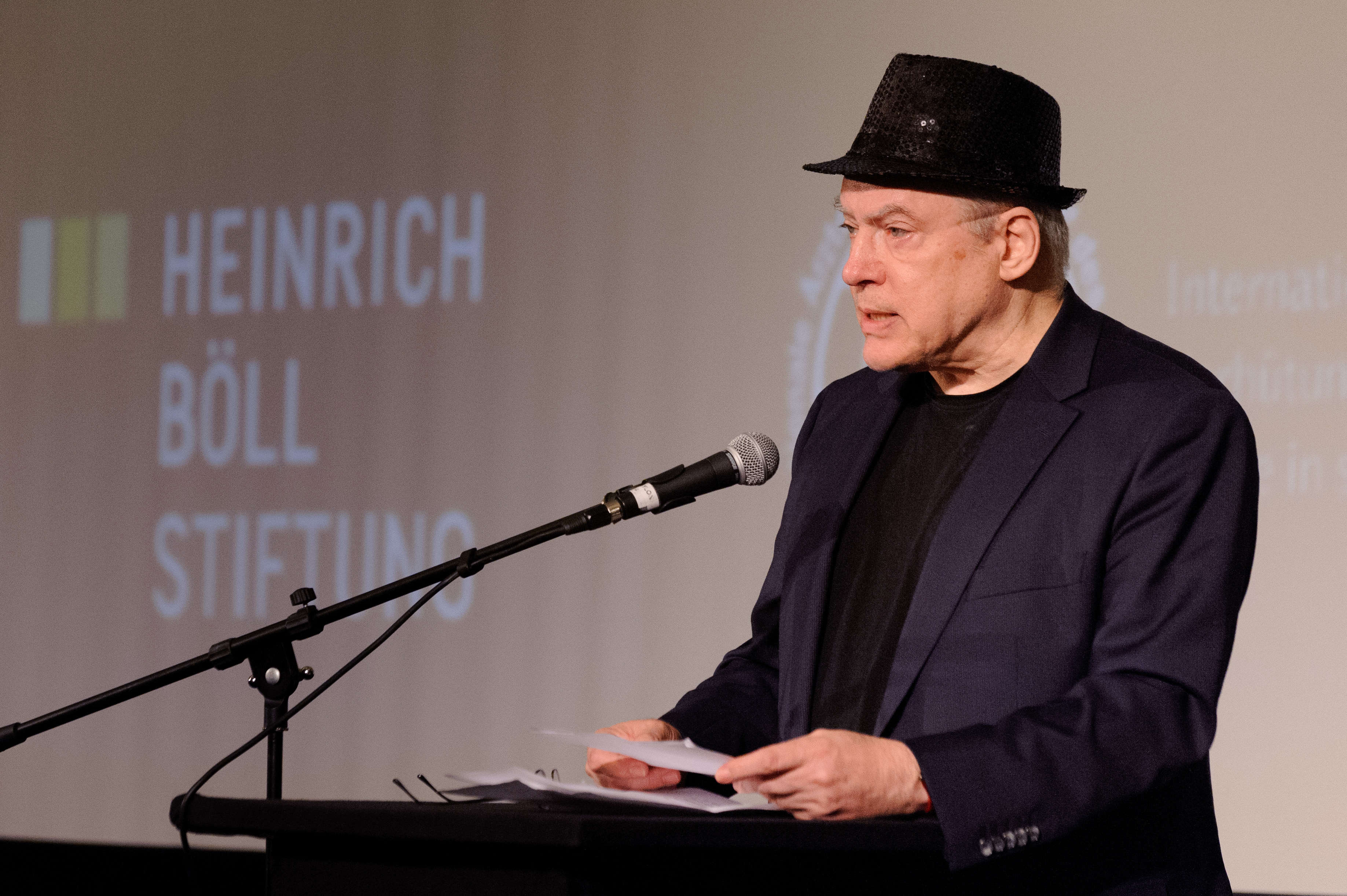
Rosa von Praunheim bei der Verleihung des 28. Friedensfilmpreis der Berlinale 2013

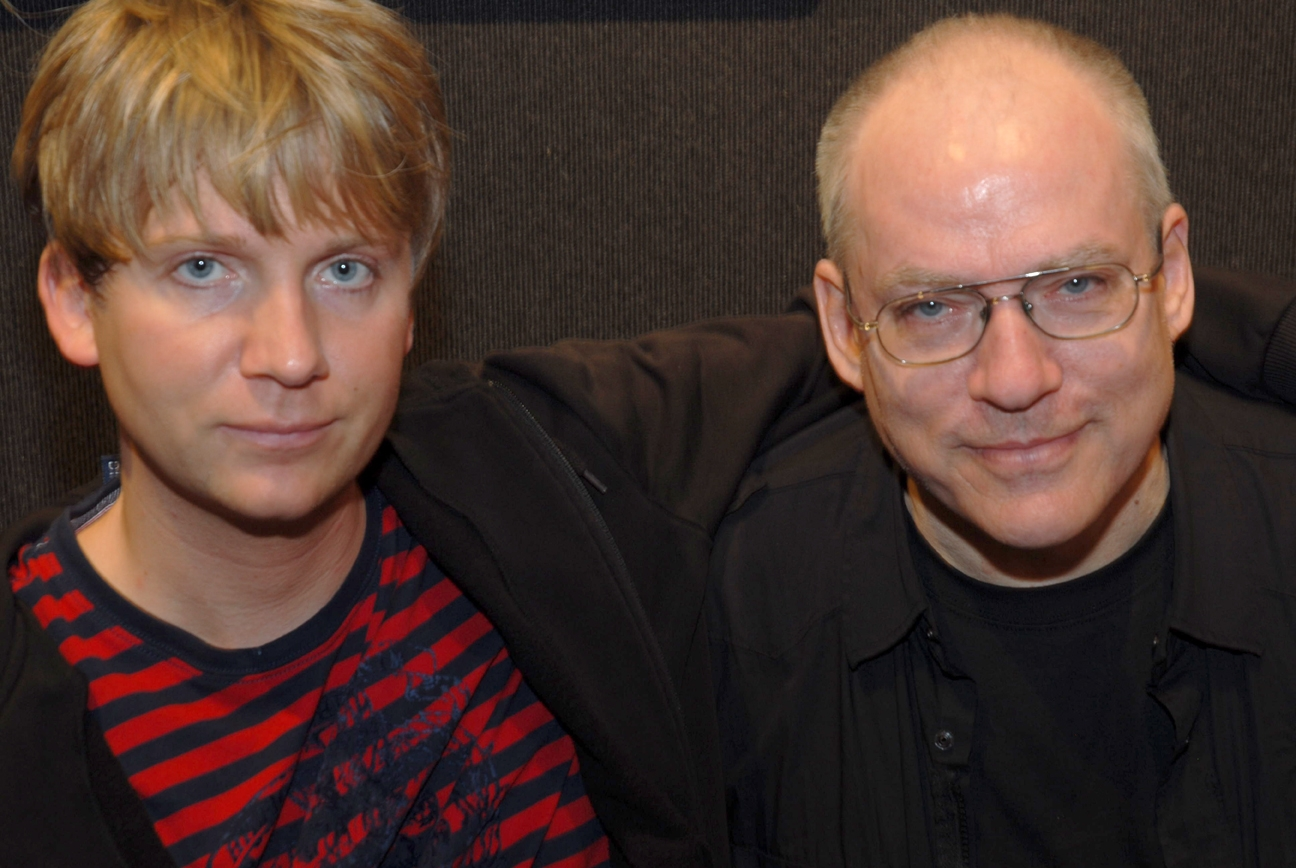
Rosa von Praunheim (rechts) mit seinem Lebenspartner Oliver Sechting, 2008

Von Praunheim hatte zahlreiche Werkschauen und Retrospektiven in vielen Ländern. Unter anderem 1987 in Rio de Janeiro und São Paulo, 1994 in Buffalo, 1995 in St. Petersburg und Moskau, in jüngerer Vergangenheit unter anderem 2007 in Berlin, 2008 in Prag, 2009 in New York City und Florenz, 2016 in Lissabon, 2019 in Zürich, 2021 in Amsterdam, 2021/2022 in Hamburg, 2022 sowie 2023 in New York City, 2023 in Karlsruhe und Dallas, 2024 in Buenos Aires.
Seine Filme erzeugen internationale Aufmerksamkeit (vor allem im Kontext der Homosexuellen- und Transgenderemanzipation), die sich an zahlreichen Fernsehausstrahlungen, Kinoauswertungen und Filmfestivalbeiträgen auf der ganzen Welt festmachen lässt: „Über Rosa von Praunheims Ruhm als Aufklärer und Dokumentarist darf man seinen Rang als Künstler nicht vergessen. Weltweit wird er als Pionier des unabhängigen Films verehrt.“ (Daniel Kothenschulte, Frankfurter Rundschau)
Allein sein Film Can I Be Your Bratwurst, Please? (1999) wurde weltweit auf über 250 Filmfestivals gezeigt, beispielsweise bei den Internationalen Filmfestspielen von Cannes. Das Resümee der Filmzeitschrift Filmmaker in Bezug auf den Erfolg des Films fiel musterhaft aus: „Ein ‚Hit!‘.“
Auch Museen, Galerien, Kulturzentren und vergleichbare Einrichtungen zeigen Filme von Rosa von Praunheim, wie die Londoner Tate Gallery of Modern Art, das Museo Reina Sofía in Madrid, das Lincoln Center for the Performing Arts in New York City und das New Yorker Whitney Museum of American Art (Schweigen = Tod zu Ehren von David Wojnarowicz). Im Museum of Modern Art in New York City war der Regisseur bereits mit über 15 Filmaufführungen vertreten.
Sein Transgender-Film Stadt der verlorenen Seelen (1983), der unter anderem 1984 beim London Film Festival gespielt wurde, erfuhr ab den 2010ern ein Revival in US-amerikanischen Arthouse-Kinos und auf queeren Filmfestivals weltweit. Die Fakultät für darstellende und bildende Kunst der Buckinghamshire New University, eine der bedeutendsten Fakultäten für Kunst Großbritanniens, wählte den Film im Jahr 2022 unter die weltweit 50 wichtigsten Experimentalfilme: „Als noch niemand wusste, was das ist, hat der Filmemacher Rosa von Praunheim Genderpolitik gemacht.“ (Katja Nicodemus, Die Zeit) Das Australische Filmmuseum befand: „Dieses aufrührerische und seiner Zeit massiv vorauseilende intersektionale Queer-Punk-Musical hat die Transgender-Politik stark beeinflusst.“ Als sogenanntes Transpunkmusical hat der Film ein neues Mini-Genre geschaffen und wurde zum Vorläufer von Produktionen wie Hedwig and the Angry Inch von John Cameron Mitchell. Das New Yorker Museum of the Moving Image, eines der führenden Filmmuseen weltweit, resümierte im Jahr 2024, von Praunheim sei mit Stadt der verlorenen Seelen einer der besten Transgender-Filme aller Zeiten gelungen.
Auch andere ältere Filme des Regisseurs werden immer wieder aufgeführt. So zeigten zum Beispiel im Jahr 2020 das Andy Warhol Museum of Modern Art in Pittsburgh und die New York Public Library den Film Tally Brown, New York (1979). Wie viele Filme von Rosa von Praunheim wurde der Film auch beim Chicago International Film Festival gespielt. Von Praunheim war bislang 5 Mal für den Gold Hugo, den Hauptpreis des Internationalen Filmfestivals von Chicago nominiert.
In Südamerika konnte von Praunheim beispielsweise beim Internationalen Independent-Film Festival Buenos Aires und beim São Paulo International Film Festival viele Erfolge feiern. Auch bei anderen international renommierten Festivals, wie dem Montreal World Film Festival, dem Toronto International Film Festival, dem New York Film Festival sowie verschiedenen A-Festivals, die gemeinhin als die wichtigsten Filmfestivals der Welt gelten, war der Regisseur bereits mehrfach mit Filmen vertreten.
Goethe-Institute in aller Welt zeigen Filme von Rosa von Praunheim. Anlässlich des 50-jährigen Jubiläums des Films Nicht der Homosexuelle ist pervers, sondern die Situation, in der er lebt (1971) streamte ihn das Goethe-Institut in New York City zusammen mit dem Museum of Modern Art und der Berlinale fast 10 Tage lang.
Im Jahr 2013 wurde der Regisseur als einer der wichtigsten Vertreter des deutschen Films mit der Berlinale Kamera geehrt. Bis einschließlich 2025 hatte von Praunheim mehr als 20 verschiedene Filme auf der Berlinale und ist damit Rekordhalter.
Die führende US-amerikanische LGBT-Zeitschrift The Advocate wählte von Praunheim 2013 unter die weltweit 50 wichtigsten queeren Personen in den Bereichen Queeraktivismus, Kunst und Kultur. Im Jahr 2014 zeichnete ihn die Berlinale mit dem Special Teddy Award für seine herausragenden Verdienste um das queere Kino aus. Im darauffolgenden Jahr erhielt von Praunheim das Bundesverdienstkreuz, insbesondere für seine Verdienste um die Lesben- und Schwulenbewegung.
Im Jahr 2017 würdigte der amtierende Bundespräsident Frank-Walter Steinmeier öffentlich das künstlerische Schaffen und gesellschaftliche Engagement des Regisseurs: „Meine Glückwünsche gelten einem Ausnahmekünstler, dem es mit seinem umfangreichen filmischen Werk gelang, in die gesellschaftliche Wirklichkeit einzugreifen und sie zu verändern.“
Das Pink Apple Filmfestival in Zürich verlieh von Praunheim 2019 seinen Ehrenpreis. In der Laudatio hieß es: „Er gilt nicht nur als Pionier des queeren Kinos, sondern auch als wichtiger Vertreter der ersten Stunde im Einsatz für die HIV/Aids-Prävention.“ Der Regisseur war bereits mit über 10 Filmen bei dem Festival vertreten.
Im Januar 2020 wurde von Praunheim mit dem Max-Ophüls-Ehrenpreis ausgezeichnet, insbesondere für seine Rolle als Vorbild und Mentor des jungen deutschen Films. Bereits 2013 war der Regisseur für seine Verdienste um den Filmnachwuchs der First Steps Ehrenpreis verliehen wurden.
Anlässlich seines 80. Geburtstages (2022) schrieb die Deutsche Kinemathek: „Viele seiner Filme berührten gesellschaftliche Tabus und besaßen durch ihre künstlerische wie thematische Kompromisslosigkeit eine geradezu aktivistische Sprengkraft […]. Trotz oder vielleicht gerade wegen seines großen internationalen Erfolgs bei Kritikern wie bei Cineasten blieb Praunheim seinem Ruf als Underground-Filmemacher treu.“ In dem queeren Magazin Siegessäule hieß es: „Wohl kaum jemand hat für so viel LGBTIQ*-Sichtbarkeit gesorgt wie er – egal, wie man seine Filme im Einzelnen findet. Deshalb ist Rosa von Praunheim unser queeres Weltkulturerbe!“

### Als Theaterregisseur
Von Praunheim führte 1976 Menschen im Hotel von Vicky Baum am Schauspielhaus Bochum auf. Im Jahr 1997 inszenierte er sein Theaterstück Satan’s Mistress am Off-Broadway in New York City, 1999 folgte Hamlet – Eine Sexkomödie am Berliner Theaterhaus Mitte mit Siegfried Langer als Titelfigur. Mit Schauspielstudenten der Zürcher Hochschule der Künste entwickelte von Praunheim Das Tänzli um das goldene Kälbli, das 2010 im Zürcher Theater der Künste auf die Bühne gebracht wurde. Seine Arbeiten mit Nachwuchsschauspielern am Brandenburger Theater griff der Regisseur in seinem Kurzfilm Jugendtheater in Brandenburg (2012) auf. Von Praunheim inszenierte 2015 Nacktbadestrand nach dem gleichnamigen Buch von Elfriede Vavrik auf dem Theaterschiff Potsdam, das Stück gastierte 2016 im Heimathafen Neukölln.
Im Jahr 2018 erarbeitete von Praunheim sein autobiografisches Theaterstück Jeder Idiot hat eine Oma, nur ich nicht für das Deutsche Theater in Berlin. Mit Hitlers Ziege und die Hämorrhoiden des Königs setzte der Regisseur seinen Erfolg am Deutschen Theater fort. Für die politische Farce erhielt er 2019 den Jury-Preis der Autorentheatertage. Das Stück wurde auch am Theater Altenburg Gera und am Landestheater Tübingen umgesetzt. Im Jahr 2024 inszenierte Heiner Bomhard Die Insel der Perversen, von Praunheims drittes Theaterstück für das Deutsche Theater in Berlin. Die Insel der Perversen wurde für das nachtkritik-Theatertreffen 2025 nominiert und im selben Jahr, wie bereits Jeder Idiot hat eine Oma, nur ich nicht im Jahr 2019, vom Theaterfestival Heidelberger Stückemarkt eingeladen.
Von Praunheim inszenierte 2022 Die Bettwurst – Das Musical, das sich auf seinen Kultfilm Die Bettwurst (1971) bezieht, in dem Berliner Varietétheater Bar jeder Vernunft. Die Hauptrolle der Tante Luzi übernahm die Schauspielerin und Jazzsängerin Annamateur. Paul Spittler inszenierte das Musical 2023 am Saarländischen Staatstheater in Saarbrücken. Für die Liedtexte wurde von Praunheim 2023 für den Deutschen Musical Theater Preis nominiert. Das Kulturzentrum Lokremise in St. Gallen präsentierte 2024 Die Bettwurst als Theaterperformance.
Von Praunheims Theaterstück Zwei Fleischfachverkäuferinnen feierte 2022 unter der Regie von Damian Popp Uraufführung am Schlosstheater Moers. Nachdem bereits von Praunheims Bettwurst-Musical im Camp-Stil vom Publikum und von der Presse begeistert aufgenommen worden war, schrieb Dietmar Zimmermann vom Kritikerportal Theatermail über die Uraufführung von Zwei Fleischfachverkäuferinnen: „Dass der LGBTQ-Vorreiter Rosa von Praunheim so lustige Comedies schreiben kann, wusste ich bis dato noch nicht. Hilariously funny!“ Im Jahr 2024 setzte Michael Jansky das Stück an der Berliner Hochschule für Schauspielkunst Ernst Busch um. Heiner Bomhard inszenierte 2024 von Praunheims Stück Rex Gildo – Das Musical am Theater Münster.
Das Deutsche Filmmuseum in Frankfurt am Main ehrte den Regisseur 2022 mit dem Film Rosas Theater, einem 90-minütigen Video-Zusammenschnitt aus seinen Theaterinszenierungen.
Ebenso tritt von Praunheim immer wieder mit Bühnenshows in Erscheinung, zum Beispiel inszenierte und moderierte er 1974 seine Internationale Schlagerparade mit Evelyn Künnecke im Frankfurter Theater am Turm, ein parodistischer Abgesang auf die Schlagerbranche der 1950er-Jahre. Seine Tanz-Revue Schlagsahne der Illusionen wurde 1985 im Berliner Renaissance-Theater aufgeführt. Es folgten etliche Self-performances unter verschiedenen Titeln mit Film- und Textausschnitten aus seinem Werk, unter anderem an der New York University, der Columbia University, dem Haarlem City College, aber auch in deutschen Spielstätten und Institutionen wie der Kunsthochschule Kassel und der Hochschule für Gestaltung Offenbach am Main.

### Weitere Stationen im Werdegang
Von Praunheim richtete spontan in seiner Wohnung die erste Berlinale-Party für Pedro Almodóvar aus, als dieser 1987 den Teddy Award gewann, der in dem Jahr erstmals vergeben wurde.
Großes Aufsehen erregte von Praunheim am 10. Dezember 1991 durch die von ihm in Deutschland losgetretene Outing-Debatte (nach US-amerikanischem Vorbild), als er den Moderator Alfred Biolek und den Entertainer Hape Kerkeling in der RTL-Sendung Explosiv – Der heiße Stuhl zumindest indirekt als schwul bezeichnete, um öffentlichkeitswirksame Solidarität insbesondere von homosexuellen Prominenten, von denen sich zu der Zeit kaum welche offiziell zu ihrer sexuellen Orientierung (und gegebenenfalls zu ihrer gleichgeschlechtlichen Lebensweise) bekannten, mit den damals auch auf Grund von HIV/AIDS vielfach stigmatisierten und benachteiligten Schwulen einzufordern – eine Aktion, die er später als „Verzweiflungsschrei auf dem Höhepunkt der AIDS-Krise“ bezeichnete, die er nicht wiederholen würde. Rückblickend betrachtet hatte die umstrittene Aktion einen positiven Effekt auf die gesellschaftliche und mediale Akzeptanz von Homosexuellen. Erstmals begannen Teile der Medien, positiv über Homosexuelle zu berichten und nicht nur in problematischen oder negativen Zusammenhängen. In der Folge hatten immer mehr Schwule und Lesben, darunter auch Prominente, ihr Coming-out: „Die Outings führten dazu, dass in der Gesellschaft vermehrt über den Umgang mit Homosexuellen diskutiert wurde und sich die Wahrnehmung homosexueller Menschen änderte. Homosexualität wurde nun überwiegend als natürlich angesehen, statt wie vor wenigen Jahren noch pathologisiert.“ (Lennard Gottmann, Humboldt-Universität zu Berlin) Biolek und Kerkeling äußerten sich später versöhnlich zu der Aktion. Zumal der WDR Kerkeling vor seinem Outing in eine Scheinbeziehung mit einer Frau drängen wollte und beide Show-Größen keine beruflichen Nachteile durch die Aktion erfahren haben.
Auf Grund seiner unkonventionellen und direkten Art, Missstände in der Gesellschaft aufzuzeigen und Tabuthemen aufzubrechen, schreiben die Medien dem Regisseur gerne Bezeichnungen wie „Provokateur“, „Bürgerschreck“ und „Enfant terrible“ zu: „Mit seinen Filmen und spektakulären Medien-Aktionen hat der Regisseur und Aufklärer entscheidend zur Entkriminalisierung der Homosexualität in Deutschland beigetragen.“ (Herbert Spaich, Fachredakteur Film beim SWR)
Von Praunheim hatte von 1999 bis 2006 eine Professur für Regie an der Filmuniversität Babelsberg Konrad Wolf (früher HFF) inne. Dort entstanden unter der Projektleitung des Regisseurs diverse Filme von Studenten, unter anderem mit Nachwuchspreisen ausgezeichnete TV-Koproduktionen.
Der Regisseur war Dozent an verschiedenen Kunst- und Filmhochschulen, zum Beispiel an der Deutschen Film- und Fernsehakademie, der Hochschule für Schauspielkunst Ernst Busch, der Zürcher Hochschule der Künste und dem weltweit renommierten San Francisco Art Institute. Genauso nahm er außeruniversitäre Lehraufträge an, wie die Meisterklasse im Stuttgarter Haus des Dokumentarfilms (2013).
Von Praunheim kooperierte auf Einladung auch mit Schulen, um Schülern pädagogisch begleitete Filmaufführungen mit anschließenden Gesprächen zu ermöglichen. Ebenso leitete er Workshops für Schüler zu kulturellen Themen.
Zu von Praunheims Werk gehören Hörspiele für den Sender RIAS Berlin und den öffentlich-rechtlichen Rundfunk (unter anderem Frauen zwischen Hitler und Goethe (1980); prämiert als Hörspiel des Monats). Im Jahr 2024 war der Regisseur eingeladen, seine Hörspiele im Rahmen des Berliner Hörspielfestivals in der Akademie der Künste vorzustellen. Zum 100. Jubiläum des Hörspiels (2024) wurde sein Hörspiel Die Nachtigall oder der grausame Sohn (1986) in die Hörspiel-Collection 100 aus 100 der ARD-Audiothek mit herausragenden Stücken der deutschen Hörspielgeschichte aufgenommen. Ebenfalls bis heute viel beachtet ist sein Dokumentarhörspiel Adonis in New York (1987) über die Anfänge der AIDS-Epidemie in New York City.
Zu von Praunheims Werk gehören auch Bücher, die von verschiedenen Verlagen (unter anderem Rowohlt und Kiepenheuer & Witsch) sowie im Selbstverlag herausgebracht wurden. Der Regisseur gibt gelegentlich Lesungen, zum Beispiel 2019 im Literaturhaus Zürich und 2023 im Berliner Haus für Poesie.
Das Deutsche Filmmuseum in Frankfurt am Main ehrte den Regisseur 2005 mit einer Ausstellung und Retrospektive. Das Schwule Museum in Berlin widmete ihm 2007 ebenfalls eine mehrmonatige Ausstellung.
Am 5. September 2008 drehte von Praunheim das Segment über die Darkroombar Ficken 3000 für Volker Heises 24-stündiges Dokumentarfilmprojekt 24h Berlin – Ein Tag im Leben, das genau ein Jahr später auf mehreren Fernsehsendern ausgestrahlt und mit dem Bayerischen Fernsehpreis ausgezeichnet wurde. Ebenfalls war der Regisseur mit der Episode Knast und Kinder an dem RBB-Dokumentarfilmprojekt 20 x Brandenburg beteiligt, das 2011 mit dem Grimme-Preis geehrt wurde. In der RBB-Hauptstadtchronik Schicksalsjahre einer Stadt (2018) wirkte er als Protagonist mit.
Seit 2009 ist von Praunheim Mitglied der Akademie der Künste, Sektion Film- und Medienkunst, der er von Mai 2015 bis Mai 2018 als Direktor vorstand. Er ist Ehrenmitglied der Deutschen Filmakademie sowie Mitglied der Europäischen Filmakademie und des LSVD+.
Der Regisseur hielt 2013 eine Gastpredigt in der Berliner St.-Marien-Kirche auf Einladung des Superintendenten des Kirchenkreises Berlin Stadtmitte der Evangelischen Kirche.
Ebenfalls 2013 war von Praunheim Schirmherr der Branchen- und Presse-Werkschau von Studenten an der Hochschule für Fernsehen und Film in München.
Auszüge (und Filme) aus von Praunheims Werk waren Teil der Homosexualität_en-Ausstellung (2015) im Deutschen Historischen Museum. Ebenso bei der Wanderausstellung Queer as German Folk (2019/2020) der Goethe-Institute in den USA und Kanada. Im Jahr 2022 nahm der Regisseur mit Video-Beiträgen an der Gruppenausstellung Ceremony (Burial of an Undead World) im Berliner Haus der Kulturen der Welt teil. Genauso an der Gruppenausstellung Fotografie trifft Filmgeschichte im C/O Berlin. Bereits seit Ende der 1960er-Jahre wurden Filme und Filmausschnitte des Regisseurs in verschiedenster Form für Ausstellungen verwendet, zum Beispiel 1969 im Rahmen der Triennale between 2 in der Kunsthalle Düsseldorf.
Die Berliner Akademie der Künste ehrte 2018 Rosa von Praunheim – zusammen mit Elfi Mikesch und Werner Schroeter – mit der dreimonatigen Ausstellung Abfallprodukte der Liebe, eine Hommage der Akademie an die drei befreundeten Künstler. Daran anschließend wurden die Werke in Amsterdam ausgestellt.
Der Regisseur hielt die vom Deutschen Literaturinstitut Leipzig und der Stadt Leipzig ausgerichtete Poetikvorlesung beim Literaturfestival Leipziger literarischer Herbst (2021) im Paulinum der Universität Leipzig.
Als Laudator bzw. Juror vergab er unter anderem den Friedensfilmpreis (2013), den MFG-STAR (2015) und 2019 den Europäischen Filmpreis an Agnieszka Holland.
Von Praunheim nahm an zahlreichen Podiumsdiskussionen teil, zum Beispiel 1981 bei den Frankfurter Römerberggesprächen mit Marcel Reich-Ranicki, 2010 beim Jean Genet-Symposium in der Freien Universität Berlin sowie 2014 in der Bundesstiftung Aufarbeitung in Berlin zu Ehren von Valentīna Freimane, über die er 2012 den Kurzfilm Valentina gedreht hat.
Im Rahmen seiner journalistischen Tätigkeit schrieb von Praunheim auch Beiträge für Zeitungen und Magazine, zum Beispiel für den Spiegel.
Gelegentlich hat der Regisseur Cameo-Auftritte in Filmen, unter anderem in Anthony Manns Todestanz eines Killers, Ulrike Ottingers Die Betörung der blauen Matrosen, Marianne Enzensbergers Der Biß und Axel Ranischs Ich fühl mich Disco.
Ebenso war er in einer Vielzahl von Radiosendungen, Fernsehsendungen und Talkshows zu Gast und wirkte in diversen Reportagen und Dokumentarfilmen als Protagonist mit.
Von Praunheim malt seit seiner frühen Jugend, seine Arbeiten präsentierte er erstmals Ende der 1960er in seinem eigenen Atelier in Berlin. Seit den 2010ern konzentriert er sich vor allem auf Zeichnungen und Malereien im Pop-Art-Stil und stellt gelegentlich in Galerien, Museen und anderen Räumlichkeiten aus.
Seine Ausstellung Jesus liebt (2023) in der Nürnberger St.-Egidien-Kirche mit religiösen Motiven in Kombination mit Darstellungen sexueller Handlungen zwischen Männern wurde auf Grund massiver Kritik konservativer Christen vom Kirchenvorstand vorzeitig beendet. Die Schließung der Ausstellung wurde neben vielen Künstlern, Künstlervereinigungen und Kunstinteressierten auch von der Internationalen Vereinigung der Kunstkritiker und dem ehemaligen Vorsitzenden des Deutschen Ethikrats Peter Dabrock scharf kritisiert und bundesweit in den Medien diskutiert. Selbst innerhalb der evangelischen Kirche gab es vereinzelt Kritik an der Schließung der Ausstellung, die dazu führte, dass in einigen Kirchenkreisen generell über die Darstellung von Homosexualität in Gotteshäusern diskutiert wurde. Einige Tage nach der Schließung wurde die Ausstellung von der Nürnberger Galerie Kreis unter dem Titel Jesus liebt wieder übernommen. Die Finissage wurde dennoch von einem Kulturgottesdienst der Kirche begleitet.
Von Praunheim kuratierte auch Ausstellungen und Begleitprogramme, unter anderem für die Akademie der Künste, die New Yorker School of Visual Arts und das Lincoln Center for the Performing Arts, ebenfalls in New York City.
Der Aktivist und Regisseur, um nur zwei seiner vielfältigen Tätigkeiten zu benennen, galt über Jahrzehnte als der wohl bekannteste schwule Mann Deutschlands.

### Privates
Von Praunheim wohnt mit seinem Lebenspartner Oliver Sechting, mit dem er seit 2008 liiert ist, in Berlin. Sechting arbeitet als Diplom-Sozialpädagoge sowie als freischaffender Künstler und Assistent seines Lebenspartners.

## Widmungen, Hommagen, wissenschaftliche Auswertung etc.
Vor seinem Durchbruch arbeitete von Praunheim auch als Regieassistent für Gregory J. Markopoulos, der ihm seinen Film (A)lter (A)ction (1968) widmete. Rainer Werner Fassbinder inszenierte 1969 für von Praunheim das Theaterstück Gewidmet Rosa von Praunheim mit dem Antiteater. Ebenso benannte Fassbinder eine Rolle für seinen Film Der amerikanische Soldat (1970) nach von Praunheim. Die Romanfigur Rosa aus Paul Wührs avantgardistischem Werk Das falsche Buch (1983) spielt auf von Praunheim an.
Bernd Upnmoor drehte 1970 Rosa Lilies, einen Kurzfilm über die Entstehung von Rosa von Praunheims Film Die Bettwurst. Hardy Frank machte 1982 den Dokumentarfilm Rosa von Praunheim – Ein Leben zwischen Karriere, Sex und Tod. Marco Giacopuzzi drehte 2022 die Dokumentation Glückskind anlässlich von Praunheims 80. Geburtstag für Arte und den HR.
Bis heute entstanden diverse TV-Beiträge über den Regisseur, zum Beispiel Rosas Factory (1973) von Wolf Gremm für die Sendereihe Studio 3 aus Berlin (SFB) oder Aids in der Kunst: Filmemacher Rosa von Praunheim erzählt (2017) für die Sendereihe kulturplatz (SRF1).
Die Band Ton Steine Scherben von Rio Reiser trat 1974 bei einem Konzert gemeinsam mit von Praunheim auf, der Reiser immer wieder künstlerische Impulse gegeben hat. So regte der Regisseur unter anderem den persönlichen Stil des Ton Steine Scherben-Albums Wenn die Nacht am tiefsten … (1975) an sowie die Besinnung der Band auf schwulenpolitische Themen.
Die Band Einstürzende Neubauten gab 1980 ein Konzert für den Regisseur in dessen Berliner Wohnung. Die Band Army of Lovers gab sich ihren Namen nach von Praunheims Film Armee der Liebenden oder Aufstand der Perversen. Die Band Family 5 von Fehlfarben-Sänger Peter Hein benannte 1988 ihr erstes Live-Album nach von Praunheims Film Unsere Leichen leben noch. Die Band Inquire verarbeitete von Praunheims Film Die Bettwurst in ihrem Album The Neck Pillow (2000). DJ Koze gab den Film in einem Neon-Interview als wichtigen und prägenden künstlerischen Einfluss an. Kay Shanghai, der erste offen schwule deutschsprachige Rapper, betitelte seinen Song Mein Herz in deinem Hirn (2021) nach von Praunheims Film Dein Herz in meinem Hirn.
Angeregt durch David Wojnarowiczs Auftritt in von Praunheims Film Schweigen = Tod initiierte Wolfgang Tillmans im Jahr 2006 die Ausstellung Between Bridges in London über den an den Folgen von AIDS verstorbenen Künstler und Aktivisten. Pjotr Andrejewitsch Pawlenskis Kunstaktion Seam (2012) gegen die Inhaftierung von Mitgliedern der Band Pussy Riot in Russland bezog sich ebenfalls auf Wojnarowiczs Auftritt in Schweigen = Tod. Das Filmmotiv, das Wojnarowicz mit zugenähtem Mund zeigt, wurde als ikonische Abbildung weltberühmt und von verschiedenen Künstlern adaptiert.
Ian White inszenierte auf der Basis von Rosa von Praunheims Film Nicht der Homosexuelle ist pervers, sondern die Situation, in der er lebt ein Zusammenspiel aus Live-Performances und Video-Projektionen unter dem Titel Cinema as a Live Art im Berliner Arsenal (2009), im Jahr 2010 wurde die Produktion im Rahmen der Berlinale erneut aufgeführt. Benny Nemer interpretierte in seinem Kurzfilm The Rosa Song (2011) die Schlussszene aus Nicht der Homosexuelle ist pervers, sondern die Situation, in der er lebt neu. Can Fischer verarbeitete frühe Texte des Regisseurs unter dem Titel Ich will kein Kleid mehr tragen für eine Theaterproduktion der Volksbühne Berlin (2016).
Der zweite Teil von Rosa von Praunheims Film Rosa Arbeiter auf goldener Straße (1969) war im Jahr 2012 Namens- und Impulsgeber für eine Ausstellung in der Akademie der bildenden Künste Wien.
Die Regisseure Tom Tykwer, Chris Kraus, Robert Thalheim, Axel Ranisch und Julia von Heinz drehten 2012 den als Hommage an von Praunheim angelegten Dokumentarfilm Rosakinder, in dem sie ihre Beziehung zu ihrem „Filmvater“ und Mentor von Praunheim aufarbeiten. Tykwer, der von Praunheim als seinen wichtigsten künstlerischen Einfluss angibt, drehte im Rahmen dieses Filmprojekts das Musikvideo Ich wär so gern authentisch, das er als eine Liebeserklärung an seinen väterlichen Mentor bezeichnete: „Durch ihn [Rosa von Praunheim] habe ich eine imaginäre Tür geöffnet, die mich wegholte von der Straße der Beliebigkeit und hinein in die Geheimkammern des Kinos.“ Von Praunheim hatte den jungen Tykwer zu seinem ersten Film Because (1990) inspiriert. Kraus widmete von Praunheim sein Buch Sommerfrauen, Winterfrauen (2018). Von Heinz setzte ihre künstlerische Auseinandersetzung mit von Praunheim in ihrem Kurzfilm Two Fathers fort, der 2021 im Rahmen des Gemeinschaftsprojektes Isolation seine Premiere bei den Internationalen Filmfestspielen von Venedig feierte und mit dem Inclusion Award ausgezeichnet wurde.
Auch andere Regisseure, zum Beispiel Dietrich Brüggemann, Enrique Sánchez Lansch, Christian Klandt und Yony Leyser, benannten von Praunheim als Mentor. Abel Ferrara, der Student bei von Praunheim am San Francisco Art Institute war, würdigte seinen ehemaligen Dozenten als prägenden künstlerischen Einfluss.
Christian Sievers und Steven Adamczewski drehten 1980 den von Rosa von Praunheim inspirierten Spielfilm Kreuzberg „Ahoi“. Adamczewski hatte zuvor einige Filmrollen bei von Praunheim gespielt. Der von Rosa von Praunheim inspirierte und als Hommage an ihn gedachte Film Nicht die brasilianischen Homosexuellen sind pervers, sondern die Situation, in der sie leben von Eduardo Mamede (et al.) hatte 2021 seine Uraufführung im Wettbewerb des Kurzfilm Festivals Hamburg und wurde unter anderem 2022 beim Filmfest Dresden mit dem Kurzfilmpreis des Verbandes der deutschen Filmkritik ausgezeichnet. Bruce LaBruce hatte bereits 2018 den Omnibusfilm It is Not the Pornographer That is Perverse... in Anlehnung an von Praunheims Film gedreht.
Originalaufnahmen bzw. Filmausschnitte aus dem Werk des Regisseurs werden oft für (internationale) TV- und Kino-Produktionen verwendet, zum Beispiel in Vito (2011) und I Am Divine (2013) von Jeffrey Schwarz, The Death and Life of Marsha P. Johnson (2017) von David France sowie Dreaming Walls (2022) von Maya Duverdier und Amélie van Elmbt.
Von Praunheims queerpolitisches und künstlerisches Schaffen ist international in viele wissenschaftliche Arbeiten und Publikationen eingegangen, zum Beispiel der Johann Wolfgang Goethe-Universität Frankfurt am Main, der University of Oxford, der Stanford University, der Universidad Nacional de La Plata, der Los Libertadores Universität in Bogotá und der Bundeszentrale für politische Bildung.

## Filmografie (Auswahl)
- 1967: Rosa Arbeiter auf goldener Straße I
- 1968: Grotesk – Burlesk – Pittoresk
- 1968: Von Rosa von Praunheim
- 1969: Samuel Beckett
- 1969: Rosa Arbeiter auf goldener Straße II
- 1969: Schwestern der Revolution
- 1971: Die Bettwurst
- 1971: Nicht der Homosexuelle ist pervers, sondern die Situation, in der er lebt
- 1974: Axel von Auersperg
- 1975: Berliner Bettwurst
- 1976: Ich bin ein Antistar – Das skandalöse Leben der Evelyn Künneke
- 1977: Portrait George and Mike Kuchar
- 1977: Der 24. Stock
- 1979: Tally Brown, New York
- 1979: Armee der Liebenden oder Aufstand der Perversen
- 1981: Unsere Leichen leben noch
- 1982: Rote Liebe
- 1983: Stadt der verlorenen Seelen
- 1984: Horror Vacui
- 1986: Ein Virus kennt keine Moral
- 1987: Dolly, Lotte und Maria
- 1987: Anita – Tänze des Lasters
- 1989: Überleben in New York
- 1990: Die AIDS-Trilogie (Positiv, Schweigen = Tod, Feuer unterm Arsch)
- 1990: Affengeil
- 1991: Stolz und Schwul
- 1992: Ich bin meine eigene Frau
- 1995: Neurosia
- 1996: Transsexual Menace
- 1997: Schwuler Mut – 100 Jahre Schwulenbewegung
- 1999: Der Einstein des Sex
- 1999: Can I Be Your Bratwurst, Please?
- 1999: Wunderbares Wrodow
- 2000: Für mich gab’s nur noch Fassbinder
- 2002: Tunten lügen nicht
- 2002: Kühe vom Nebel geschwängert
- 2002: Pfui, Rosa!
- 2005: Männer, Helden, schwule Nazis
- 2005: Dein Herz in meinem Hirn
- 2005: Wer ist Helene Schwarz?
- 2007: Meine Mütter – Spurensuche in Riga
- 2008: Tote Schwule – Lebende Lesben
- 2008: Der Rosa Riese
- 2009: Rosas Höllenfahrt
- 2010: New York Memories
- 2011: Die Jungs vom Bahnhof Zoo
- 2012: König des Comics
- 2012: Rosas Welt – 70 neue Filme von Rosa von Praunheim
- 2014: Praunheim Memoires
- 2014: Wie ich lernte, die Zahlen zu lieben (als Produzent)
- 2015: Härte
- 2017: Überleben in Neukölln
- 2017: ACT! Wer bin ich?
- 2018: Männerfreundschaften
- 2019: Darkroom – Tödliche Tropfen
- 2020: Operndiven, Operntunten
- 2022: Rex Gildo – Der letzte Tanz
- 2024: Dreißig Jahre an der Peitsche
- 2025: Satanische Sau

## Bühnenstücke (Auswahl)
- 2018: Jeder Idiot hat eine Oma, nur ich nicht
- 2020: Hitlers Ziege und die Hämorrhoiden des Königs
- 2022: Die Bettwurst – Das Musical
- 2022: Zwei Fleischfachverkäuferinnen
- 2024: Rex Gildo – Das Musical
- 2024: Die Insel der Perversen

## Buchveröffentlichungen (Auswahl)
- Männer, Rauschgift und der Tod – Die Leidenschaften der Rosa von Praunheim. Studio Presse Hans Taeger, Berlin, 1967.
- Zusammen mit Elfi Mikesch: Oh Muvie. Heinrich Heine Verlag, Streit-Zeit-Bücher, Nr. 5, Frankfurt am Main, 1969.
- Sex und Karriere. Rogner & Bernhard, München, 1976 u. Rowohlt Verlag, Reinbek bei Hamburg, 1978, ISBN 3-499-14214-7.
  - Erweiterte Neuausgabe, Rogner & Bernhard bei Zweitausendeins, Frankfurt am Main, 1991, ISBN 3-8077-0251-2.
- Armee der Liebenden oder Aufstand der Perversen. Ausgewählt und herausgegeben von Toni Wiedemann u. Otto Frick. Trikont-Verlag, München, 1979, ISBN 3-88167-046-7.
- Gibt es Sex nach dem Tode? Prometh Verlag, Köln, 1981, ISBN 3-922009-30-1.
- Rote Liebe: Rosa von Praunheim im Gespräch mit Helga Goetze Sophia. Prometh Verlag, Köln, 1982, ISBN 3-922009-47-6.
- 50 Jahre pervers. Die sentimentalen Memoiren des Rosa von Praunheim. Kiepenheuer & Witsch, Köln, 1993, ISBN 3-462-02476-0.
- Zusammen mit Mario Wirz: Folge dem Fieber und tanze. Briefe zwischen Alltag, Sex, Kunst und Tod. Aufbau-Verlag, Berlin, 1995, ISBN 3-7466-1142-3.
- Mein Armloch. Gedichte. Martin Schmitz Verlag, Berlin, 2002, ISBN 978-3-927795-36-5.
- Die Bettwurst und meine Tante Lucy. Fotobuch. Rosa von Praunheim Filmverlag, Berlin, 2006, ISBN 978-3-00-025597-7.
- Nicht der Homosexuelle ist pervers, sondern die Situation, in der er lebt – Ein Buch von Rosa von Praunheim. Rosa von Praunheim Filmverlag, Berlin, 2008, ISBN 978-3-00-025661-5.
- Die Rache der alten dicken Tunte. Fotobuch. Rosa von Praunheim Filmverlag, Berlin, 2008.
- Rosas Rache: Filme und Tagebücher seit 1960. Martin Schmitz Verlag, Berlin, 2009, ISBN 978-3-927795-48-8.
- Ein Penis stirbt immer zuletzt. Gedichte, Zeichnungen, Kurzgeschichten. Martin Schmitz Verlag, Berlin, 2012, ISBN 978-3-927795-60-0.
- Wie wird man reich und berühmt? Wie dreht man Filme, schreibt Gedichte, malt man Sterne und Schwänze? Autobiografisches Lehrbuch. Martin Schmitz Verlag, Berlin 2017, ISBN 978-3-927795-78-5.
- Der große und der kleine Penis. Kinderbuch für Erwachsene. Riva Verlag, München, 2020, ISBN 978-3-7423-1542-7.
- Rosa von Praunheim (Hrsg.): Elfi Mikesch – vis-à-vis. Fotobuch. Rosa von Praunheim Filmverlag, Berlin, 2020.[347]
- Rosas Theater. Vier Stücke von Rosa von Praunheim. S. Fischer Verlag, Frankfurt am Main, 2022, ISBN 978-3-596-70824-6.[348]

## Hörspiele (Auswahl)
- 1980: Frauen zwischen Hitler und Goethe
- 1986: Die Nachtigall oder der grausame Sohn
- 1987: Adonis in New York

## Kunstausstellungen (Auswahl)
- 2009: Einzelausstellung – Rosa von Praunheim, Galerie Parkhaus im Malkastenpark, Düsseldorf
- 2012/2013: Einzelausstellung – Rosen haben Dornen, Haus am Lützowplatz, Berlin[349]
- 2013: Gruppenausstellung im Rahmen der Berliner Kunstmesse B.AGL ART afFAIRs im Postbahnhof am Ostbahnhof[350]
- 2014: Einzelausstellung – Rosa von Praunheim, Kunstkabinett Hanna Bekker vom Rath, Frankfurt am Main[351]
- 2016: Einzelausstellung – Rosa von Praunheim, Galerie Raab, Berlin[352]
- 2017: Gruppenausstellung – Voice = Survival – A visual AIDS exhibition, Gallery The 8th Floor, New York City[353]
- 2018: Zusammen mit Elfi Mikesch und Werner Schroeter – Abfallprodukte der Liebe, Akademie der Künste, Berlin[354]
- 2019: Gruppenausstellung – United by AIDS – Eine Ausstellung über Verlust, Erinnerung, Aktivismus und Kunst als Reaktion auf HIV/AIDS, Migros Museum für Gegenwartskunst, Zürich[355]
- 2022: Einzelausstellung – Rosa von Praunheim, Galerie Mond Fine Arts, Berlin[356]
- 2022: Einzelausstellung – Nackte Männer – Nackte Tiere, Galerie Mond Fine Arts, Berlin[357]
- 2022: Einzelausstellung – Boys and Beasts, Galerie Kunstbehandlung, München[358]
- 2023: Einzelausstellung – Jesus liebt, St.-Egidien-Kirche, Ausstellung zum Nürnberger Christopher Street Day, die Vernissage eröffnete offiziell die Prideweeks in der zweitgrößten Stadt Bayerns[359]
- 2023/2024: Einzelausstellung – Jesus liebt, Nissis Art Gallery, Hamburg[360]

## Auszeichnungen und Ehrungen (Auswahl)
- 1968: Kulturfilmprämie des Bundes für Rosa Arbeiter auf goldener Straße
- 1969: Golddukaten des Internationalen Filmfestivals Mannheim für Schwestern der Revolution[361]
- 1979: Deutscher Filmpreis für Tally Brown, New York[362]
- 1979 (2×); 1983; 1987; 2015: Nominierung für den Gold Hugo, davon 2 Lobende Erwähnungen der Jury[363]
- 1980: Das Kino-Magazin für Film und Kultur wählte von Praunheim zu den herausragendsten deutschen Regisseuren des letzten Jahrzehnts
- 1985: Los Angeles Film Critics Association Award für Horror Vacui[364]
- 1989: Publikumspreis für Anita – Tänze des Lasters beim Torino Gay & Lesbian International Film Festival[365]
- 1990: Teddy Award der Berlinale für Schweigen = Tod[366] und Positiv[367]
- 1993: FIPRESCI-Preis für Ich bin meine eigene Frau beim Internationalen Filmfestival Rotterdam[368]
- 1995: FIPRESCI-Preis für Neurosia beim Locarno Film Festival[369]
- 1996: Parlazzo-Medienpreis
- 1996: Auszeichnung Bester Spielfilm für Neurosia beim Torino Gay & Lesbian International Film Festival[370]
- 1998: Stipendium an der Villa Aurora[371]
- 1999: Nominierung für den Goldenen Leoparden[372]
- 1999: Erhebung zur Ehrenschwester der Schwestern der Perpetuellen Indulgenz
- 2000: Robert-Geisendörfer-Preis für Wunderbares Wrodow[373]
- 2000: Mike Downey Preis der Fachzeitschrift Moving Pictures für Can I Be Your Bratwurst, Please? bei den Internationalen Filmfestspielen von Cannes
- 2001: Team Work Award des Stuttgarter Filmwinters für Can I Be Your Bratwurst, Please?[374]
- 2001: Das queere Filmfestival Ciclo Rosa in der kolumbianischen Hauptstadt Bogotá gab sich seinen Namen zu Ehren von Rosa von Praunheim
- 2002: Rainbow Award für Persönlichkeiten, die sich in besonderer Weise um Geschlechtergerechtigkeit und sexuelle Vielfalt verdient gemacht haben[375]
- 2002: Nominierung Bester Dokumentarfilm für Tunten lügen nicht beim Torino Gay & Lesbian International Film Festival[376]
- 2002: In der haitianischen Hauptstadt Port-au-Prince wurde eine Straße, in der sich ein Filminstitut und eine Kinemathek befinden, nach Rosa von Praunheim benannt
- 2005: Creative Vision Award des Internationalen Filmfestivals Rhode Island[377]
- 2008: Nominierung für den Jury-Award des Tribeca Film Festivals[378]
- 2008: Rosa-Courage-Preis für Persönlichkeiten, die sich in herausragender Weise für die Belange von LSBTI-Menschen eingesetzt haben[379]
- 2008: Filmpreis der Stadt Hof[380]
- 2009: Aufnahme in die Akademie der Künste[381]
- 2009: Deutscher Biographiepreis für Meine Mütter – Spurensuche in Riga
- 2010: Nominierung für den Grimme-Preis[382]
- 2012; 2013; 2018: Nominierung für den Jury-Preis des Merlinka Filmfestivals[383]
- 2012: Grimme-Preis für den Dokumentarfilm Die Jungs vom Bahnhof Zoo[384]
- 2012: Öffentliche Danksagung des Regierenden Bürgermeisters von Berlin Klaus Wowereit zum 70. Geburtstag von Rosa von Praunheim[385]
- 2012: Ehrengast bei den Internationalen Hofer Filmtagen[386]
- 2013: Die Zeitschrift The Advocate wählte von Praunheim unter die weltweit 50 wichtigsten queeren Persönlichkeiten in den Bereichen Queeraktivismus, Kunst und Kultur
- 2013: Berlinale Kamera[387]
- 2013: First Steps Ehrenpreis[388]
- 2014: Special Teddy Award der Berlinale[389]
- 2015: Bundesverdienstkreuz[390]
- 2016: Ehrengast beim Fünf Seen Filmfestival in Bayern
- 2017: Öffentliche Danksagung des Bundespräsidenten Frank-Walter Steinmeier zum 75. Geburtstag von Rosa von Praunheim[391]
- 2018: Lichter Bembel für Männerfreundschaften[392]
- 2019: Nominierung Bester Film (Clio-Award) für Männerfreundschaften beim Festival des historischen Films in Potsdam[393]
- 2019: Pink Apple Festival Award für Persönlichkeiten, die sich in besonderer Weise um das queere Kino verdient gemacht haben[394]
- 2019: Jury-Preis der Autorentheatertage am Deutschen Theater Berlin für Hitlers Ziege und die Hämorrhoiden des Königs[395]
- 2020: Der Berliner Kurier wählte von Praunheim unter die 10 wichtigsten Berliner des letzten Jahrzehnts
- 2020: Max-Ophüls-Ehrenpreis[396]
- 2020: Ehrengast beim Queer Cinema Festival in Lyon
- 2022: Publikumspreis für Rex Gildo – Der letzte Tanz beim OUTshine Film Festival in Fort Lauderdale[397]
- 2022: Öffentliche Danksagung des Beauftragten der Bundesregierung für die Akzeptanz sexueller und geschlechtlicher Vielfalt Sven Lehmann zum 80. Geburtstag von Rosa von Praunheim[398]
- 2023: Ehrengast beim SWR Doku Festival in Stuttgart[399]
- 2023: Ehrenmitgliedschaft der Deutschen Filmakademie[400]
- 2023: Nominierung für den Deutschen Musical Theater Preis in der Kategorie Beste Liedtexte für Die Bettwurst – Das Musical[401]

- 2025: Teddy Award der Berlinale für Satanische Sau[402]